# Tullus Hostilius
Tullus Hostilius (r. 672 – 640 f.Kr.) var den tredje legendariske konge af Rom. Han efterfulgte Numa Pompilius og blev selv efterfulgt af Ancus Marcius. I modsætning til sin forgænger var Tullus kendt som en krigerisk konge, der i henhold til den romerske historiker Livius mente, at hans forgængers mere fredelige natur havde svækket Rom. Det er bevidnet, at han opsøgte krig og blev beskrevet i romerske kilder som endnu mere krigerisk end den legendariske grundlægger Romulus. Beretninger om Tullus Hostilius' død varierer. I den mytologiske version af begivenhederne, som Livius beskriver, havde han vakt Jupiters vrede, som derefter dræbte ham med et lyn. Ikke-mytologiske kilder beskriver derimod, at han døde af pest efter en regeringsperiode på 32 år.
Tullus Hostilius var barnebarn af Hostus Hostilius, som havde kæmpet side om side med Romulus og døde under sabinernes invasion af Rom. Da Numa Pompilius døde efter en regeringstid på treogfyrre år, kæmpede hans pontifex maximus, Numa Marcius, med Tullus Hostilius om tronen, men da han blev besejret, sultede Marcius – i henhold til Plutarch – sig selv ihjel. Marcius' søn, også kaldet Numa Marcius, skulle tjene som praefectus urbi under Tullus og var far til Ancus Marcius, Tullus' efterfølger.
Det vigtigste kendetegn ved Tullus' regeringstid var nederlaget til Alba Longa. Efter at Alba Longa var blevet besejret, blev Alba Longa Roms vasalstat.
Under sin regeringstid skabte Hostilius kollegiet af Fetialerne, som indgik alle traktater på Roms vegne.